# Красная Звезда (Ртищевский район)
Красная Звезда — село в Ртищевском районе Саратовской области России. Административный центр Краснозвездинского муниципального поселения.

## География
Находится в северо-западной части Саратовского Правобережья, в пределах Окско-Донской равнины, в лесостепной зоне, вдоль высокого левого берега реки Старый Хопёр (протоки Хопра).C противоположного берега к селу подходит лиственный лес (земли относятся к Макаровскому лесничеству). С южной стороны протекает река Большая Сестрёнка С северной стороны к Красной Звезде непосредственно примыкает село Голицино.

### Уличная сеть
Луговая, М. Барменкова (в память о инструкторе-организатора Балашовского укома комсомола Михаила Бармёнкова, погибшего в 1921 году в ходе Тамбовского восстания), Молодёжная, Набережная , Победы, Школьная

### Климат
Климат характеризуется как умеренно континентальный с холодной малоснежной зимой и сухим жарким летом. Среднегодовая температура воздуха — 4,4 °C. Средняя многолетняя температура самого холодного месяца (января) составляет −11,7 °С (абсолютный минимум — −43 °С), температура самого тёплого (июля) — 20 — 22 °С (абсолютный максимум — 40 °С). Средняя продолжительность безморозного периода 145—155 дней. Среднегодовое количество атмосферных осадков — 550 мм, из которых 225—325 мм выпадает в период с апреля по октябрь. Снежный покров держится в среднем 130—135 дней в году.

## Топоним
До 1920 г. называлось Большие Сестрёнки, ещё ранее — Двесестреницы, до того Сестрёнки и Архангельское (судя по всему, по главному престолу церкви).

## История
Упоминается под 1745 год как монастырское село московского Ивановского женского монастыря и Страстного женского монастыря, которое входило в обширное село Архангельское, занимавшее Северо-Западную часть территории нынешнего Ртищевского района.
К 1794—1808 гг. (по данным пятой ревизии) находилось во владении «коллежского асессора И. Е. Волгера и казенного ведомства крестьян».

### Административно-территориальная принадлежность
Входило в разное время в состав Залесского стана (Шацкий уезд, Тамбовское наместничество — до 1769 года), затем Сердобского уезда и Балашовского уезда Саратовской губернии. Было центром волости. С 1928 — в Ртищевском районе, в 1935—1958 входило в Кистендейский район (который в 1954—1957 гг. входил в состав Балашовской, а не Саратовской области).

## Население
| 2002 | 2010 |
| ---- | ---- |
| 520  | ↘509 |

## Инфраструктура
Застроено кирпичными и срубными (обложенными кирпичом) домами. Имеется водопровод (общая система на три села — Красная Звезда, Голицино и Ключи). 
Краснозвездинский сельский дом культуры. Средняя общеобразовательная школа имени Героя Советского Союза Н. Г. Маркелова; ещё до революции имелась церковно-приходская школа. 
В советское время в селе находились —  машинно-тракторная станция (в XXI веке руировано), правление колхоза («Путь к коммунизму», впоследствии «Красная Звезда») и другие организации.  

## Достопримечательности
- церковь Михаила Архангела. Построена 1842 году, закрыта и частично разрушена в 1933. Здание использовалось для нужд МТС, в 2003 начались работы по восстановлению. К настоящему времени освящена звонница.
- Руины паровой мельницы «Грымка», построенной не позднее 1912 года одним из местных жителей. В начале XXI века имелось хорошо сохранившееся, лишь слегка руинированное здание[8].

## Транспорт
Дороги, как правило, немощеные. Имеются остатки дореволюционной брусчатки.
Село доступно автотранспортом. Остановка общественного транспорта «Красная Звезда».